# Zenit Brick
Zenit Brick, född 13 mars 2011 på Norrby Säteri i Tystberga i Södermanlands län, är en svensk varmblodig travhäst. Han tränas av Timo Nurmos och körs sedan 2017 oftast av Björn Goop, tidigare av Jorma Kontio.
Zenit Brick började tävla i februari 2014 och inledde karriären med två raka segrar. Han har till december 2019 sprungit in 5 miljoner kronor på 80 starter varav 23 segrar, 13 andraplatser och 7 tredjeplatser. Han har tagit karriärens hittills största segrar i Silverdivisionens final (sept 2017), Gävle Stora Pris (2017) och Gulddivisionens final (dec 2017, feb 2018, april 2018). Han har även kommit på andraplats i E3-revanschen (2014) och Gulddivisionens final (nov 2018) samt på tredjeplats i C.L. Müllers Memorial (2017).
Med sju V75-segrar under 2017 blev han årets segerrikaste häst inom V75.